# Alopecosa schmidti
Alopecosa schmidti este o specie de păianjeni din genul Alopecosa, familia Lycosidae. A fost descrisă pentru prima dată de Hahn, 1835. Conform Catalogue of Life specia Alopecosa schmidti nu are subspecii cunoscute.